# 小行星3658
小行星3658（3658 Feldman）是一颗绕太阳运转的小行星，为主小行星带小行星。该小行星于1982年10月13日发现。

## 轨道参数
小行星3658的轨道半长轴为2.1870358 UA，离心率为0.064。